# 朝鮮民主主義人民共和國飛彈總局
朝鮮民主主義人民共和國飛彈總局（朝鲜语：／ Chosŏn Minjujuŭi Inmin Konghwaguk Missail Ch'ongguk */?）是朝鮮民主主義人民共和國負責北韓飛彈開發的軍事部門，隸屬於朝鮮人民軍。有關北韓飛彈總局的資訊最早出現於2023年2月的朝鮮勞動黨中央軍事委員會擴大會議，其實際成立時間則推測為2022年11月。

## 歷史
北韓一直對開發各式大規模殺傷性武器興趣濃厚，而在2016年至2017年間也是北韓發射飛彈頻次尤爲密集的時段。2016年在北韓開啟「擴大和改組第二經濟委員會下處理飛彈開發的總局」行動中，有成立隸屬於朝鮮勞動黨軍工部的火箭工業部。而北韓飛彈總局，很可能是由2016年組建的朝鮮勞動黨軍工部中負責指導及保障飛彈製造的部門，獨立拆分演變而來。北韓選擇將飛彈總局作爲獨立部門，亦反映北韓需要更多的核武載具。
2023年2月6日，在朝鮮勞動黨中央軍事委員會擴大會議上，北韓飛彈總局的旗幟首次出現在北韓媒體中。從朝鮮中央通訊社刊發的圖片當中可以看出，北韓飛彈總局的旗幟排列在朝鮮勞動黨黨旗右側順位第一的位置，與北韓飛彈總局旗幟並駕齊驅的其他旗幟有：朝鮮人民軍陸軍旗幟，位於朝鮮勞動黨黨旗左側順位第一的位置；國家保衛省旗幟，位於北韓飛彈總局旗幟之後；朝鮮人民軍海軍旗幟，位於朝鮮人民軍陸軍旗幟之後；朝鮮社會安全軍旗幟，位於國家保衛省旗幟之後；朝鮮人民軍空軍旗幟，位於朝鮮人民軍海軍旗幟之後。北韓如此編排朝鮮勞動黨下轄各部門旗幟順序，可見北韓飛彈總局在朝鮮勞動黨屬於不可或缺的一個部門。

## 組織
北韓飛彈總局隸屬於北韓國防科學研究所，並已知存在兩個連：第一紅旗英雄連和第二紅旗連，兩個連均有過在北韓發射飛彈的現場，觀摩過飛彈發射過程的情況。
2023年3月19日，在北韓報導測試發射短程彈道飛彈KN-23的發射井時，提及張昌河大將與金正植在新立部門，即北韓飛彈總局中擔任正副領導職位。

## 參與活動
| 日期           | 事務所屬 | 細則                                                   | 來源   |
| -------------- | -------- | ------------------------------------------------------ | ------ |
| 2023年2月18日  | 飛彈發射 | 第一紅旗英雄連指導火星15的發射演習                     | [ 8 ]  |
| 2023年3月9日   | 飛彈發射 | 火星炮兵部隊第8火力襲擊連舉行火力襲擊訓練              | [ 11 ] |
| 2023年3月16日  | 飛彈發射 | 進行火星17發射活動                                     | [ 12 ] |
| 2023年4月13日  | 飛彈發射 | 進行火星18發射活動                                     | [ 13 ] |
| 2023年11月14日 | 飛彈研發 | 進行中程彈道飛彈固體燃料引擎試驗                       | [ 14 ] |
| 2023年12月18日 | 飛彈發射 | 第二紅旗連舉行火星18的第二次發射活動                   | [ 15 ] |
| 2023年12月20日 | 接受會見 | 國務委員會委員長金正恩在勞動黨中央大樓接見第二紅旗連   | [ 16 ] |
| 2024年1月14日  | 飛彈發射 | 發射高超音速飛彈並稱是例行活動                         | [ 17 ] |
| 2024年2月3日   | 發佈公告 | 北韓飛彈總局稱所有飛彈發射爲測試性質且對周邊國度無影響 | [ 18 ] |
| 2024年3月19日  | 飛彈開發 | 北韓飛彈總局稱地面測試固體燃料高超音速飛彈引擎大獲成功 | [ 19 ] |
| 2024年4月2日   | 飛彈發射 | 發射火星16b型高超音速遠程彈道飛彈                      | [ 20 ] |
| 2024年6月26日  | 飛彈研發 | 北韓飛彈總局稱圓滿完成分導式多彈頭測試                 | [ 7 ]  |
| 2024年7月1日   | 飛彈發射 | 發射火星11b-4.5型戰術彈道飛彈並稱可攜帶4.5噸彈頭發射   | [ 21 ] |
| 2024年9月18日  | 飛彈發射 | 再度發射火星11b-4.5型戰術彈道飛彈與巡航飛彈            | [ 22 ] |
| 2024年10月31日 | 飛彈發射 | 第二紅旗連舉行火星19發射活動                           | [ 23 ] |